# Pasar Ngalam
Pasar Ngalam is een bestuurslaag in het regentschap Seluma van de provincie Bengkulu, Indonesië. Pasar Ngalam telt 1793 inwoners (volkstelling 2010).